# Michael McGovern (biskup)
Michael George McGovern (ur. 1 lipca 1964 w Chicago) – amerykański duchowny katolicki, w latach 2020–2025 biskup Belleville, arcybiskup metropolita Omaha od 2025.

## Życiorys
Święcenia kapłańskie otrzymał 21 maja 1994 z rąk kardynała Josepha Louisa Bernardina i został inkardynowany do archidiecezji Chicago. Pracował jako duszpasterz parafialny, był też m.in. pomocniczym kanclerzem kurii, delegatem biskupim dla duchowieństwa pochodzącego spoza archidiecezji, dziekanem Deanery A oraz tymczasowym wikariuszem biskupim dla Wikariatu I.
3 kwietnia 2020 papież Franciszek mianował go ordynariuszem diecezji Belleville. Sakry udzielił mu 22 lipca 2020 kardynał Blase Cupich.
31 marca 2025 został mianowany arcybiskupem metropolitą Omaha. Ingres odbył się 7 maja 2025. Paliusz otrzymał z rąk papieża Leona XIV w dniu 29 czerwca 2025.